# Liste der Baudenkmale in Dargun
In der Liste der Baudenkmale in Dargun sind alle denkmalgeschützten Bauten der Stadt Dargun (Mecklenburg-Vorpommern) und ihrer Ortsteile aufgelistet. Grundlage ist die Veröffentlichung der Denkmalliste des Landkreises Mecklenburgische Seenplatte (Auszug) vom 20. Januar 2017.

## Baudenkmale nach Ortsteilen

### Dargun
| ID  | Lage                                         | Bezeichnung                                        | Beschreibung | Bild                                 |
| --- | -------------------------------------------- | -------------------------------------------------- | --- | ------------------------------------ |
| 208 | Amtsstraße 1 (Karte)                         | Wohnhaus                                           | 1-geschoss. verklinkertes historisierendes Wohnhaus mit 2-geschoss. mittigen Giebelrisalit | Wohnhaus                             |
| 209 | Amtsstraße 2 (Karte)                         | Wohnhaus                                           | Haus aus dem 19. Jahrhundert |                                      |
| 210 | Amtsstraße 5                                 | Wohnhaus mit                                       | |                                      |
| 210 |                                              | Nebengebäude                                       | |                                      |
| 211 | Amtsstraße 25                                | Wohnhaus                                           | |                                      |
| 212 | Amtsstraße 27                                | Scheune                                            | eingeschossiges Haus, 1998 saniert |                                      |
| 213 | Amtsstraße 39                                | Wohnhaus                                           | |                                      |
| 214 | Bahnhofstraße 1 (Karte)                      | Bahnhof mit                                        | Bahnhof von 1907 | Weitere Bilder                       |
| 214 | Bahnhofstraße 1 (Karte)                      | Empfangsgebäude und                                | Bahnhof von 1907 | Empfangsgebäude und                  |
| 214 | Bahnhofstraße 1a (Karte)                     | Lagerhaus                                          | Lagerhaus von um 1907 | Lagerhaus                            |
| 215 | Bahnhofstraße 3 (Karte)                      | Wohnhaus                                           | | Wohnhaus                             |
| 216 | Bahnhofstraße 11a (Karte)                    | Wohnhaus                                           | | Wohnhaus                             |
| 217 | Brudersdorferstraße 1                        | Wohnhaus                                           | |                                      |
| 233 | Burgstraße (Karte)                           | Kirche mit                                         | Frühgotischer Feldsteinkirche von 1178, spätgotischer Schnitzaltar, 1753 neues Kirchenschiff mit Westturm | Weitere Bilder                       |
| 233 | Burgstraße                                   | Friedhof,                                          | |                                      |
| 233 | Burgstraße                                   | Feldsteinmauer und                                 | |                                      |
| 233 | Burgstraße                                   | Portal                                             | |                                      |
| 218 | Burgstraße 1 (Karte)                         | Bauernhaus mit                                     | Niederdeutsches Hallenhaus mit Scheune |                                      |
| 218 |                                              | Scheune                                            | |                                      |
| 219 | Burgstraße 2                                 | Bauernhaus                                         | |                                      |
| 220 | Burgstraße 3                                 | Haustür                                            | |                                      |
| 221 | Burgstraße 6                                 | Bauernhaus mit                                     | |                                      |
| 221 |                                              | Stall,                                             | |                                      |
| 221 |                                              | Scheune und                                        | |                                      |
| 221 |                                              | Schuppen mit Walmdach                              | |                                      |
| 222 | Burgstraße 9                                 | Pfarrhaus mit                                      | |                                      |
| 222 |                                              | Scheune,                                           | |                                      |
| 222 |                                              | Stall und                                          | |                                      |
| 222 |                                              | Mauer                                              | |                                      |
| 223 | Burgstraße 10                                | Lagergebäude, Stall                                | |                                      |
| 224 | Burgstraße 12                                | Bauernhaus mit                                     | |                                      |
| 224 |                                              | Feldsteinmauer                                     | |                                      |
| 225 | Demminer Straße 12                           | Villa                                              | |                                      |
| 226 | Demminer Straße 14                           | Wohnhaus                                           | |                                      |
| 227 | Demminer Straße 25                           | Speicher                                           | |                                      |
| 266 | Dörgeliner Damm                              | Allee mit                                          | |                                      |
| 266 |                                              | Kopfsteinpflasterstraße                            | |                                      |
| 228 | Feldstraße 1                                 | Wohnhaus                                           | |                                      |
| 232 | Gartenstraße 16                              | Wohnhaus                                           | |                                      |
| 229 | (Bei den Burgwallanlagen) (Karte)            | Jüdischer Friedhof mit                             | | Weitere Bilder                       |
| 229 |                                              | Gedenkstein,                                       | |                                      |
| 229 |                                              | historischen Grabsteinen und                       | |                                      |
| 229 |                                              | Portal                                             | |                                      |
| 234 | Klosterdamm 1                                | Wohnhaus                                           | |                                      |
| 240 | Platz des Friedens 3                         | Wohn- und Geschäftshaus                            | |                                      |
| 241 | Platz des Friedens 4                         | Wohnhaus                                           | |                                      |
| 242 | Platz des Friedens 5                         | Wohn- und Geschäftshaus                            | |                                      |
| 243 | Platz des Friedens 6 (Karte)                 | Ehemalige Schule, jetzt Rathaus                    | Historisierendes Gebäude aus dem 19. Jahrhundert | Ehemalige Schule, jetzt Rathaus      |
| 245 | Platz des Friedens 8 (Karte)                 | Ehemalige Landdrostei/Rathaus mit                  | Historisierendes Haus von 1865, derzeit (2020) Leerstand und Verfall | Weitere Bilder                       |
| 245 |                                              | Spritzenhaus und                                   | |                                      |
| 245 |                                              | Pferdestall                                        | |                                      |
| 246 | Platz des Friedens                           | ehem. Kriegerdenkmal (Mahnmal)                     | | ehem. Kriegerdenkmal (Mahnmal)       |
| 247 | Röcknitzstraße 1                             | Wohnhaus mit                                       | |                                      |
| 247 |                                              | Scheune                                            | |                                      |
| 248 | Röcknitzstraße 18                            | Bauernhaus mit                                     | |                                      |
| 248 |                                              | Scheune und                                        | |                                      |
| 248 |                                              | Stall                                              | |                                      |
| 249 | Röcknitzstraße 20                            | ehem. Armenhaus                                    | |                                      |
| 250 | Röcknitzstraße 20a, b                        | ehem. Küsterschule                                 | Klinkerbau von 1906, zweigeschossiger Mittelbau und beidseitig zwei dreigeschossige barockisierende Zwerchgiebelgebäude, 2000/01 teilsaniert                                                                 |                                      |
| 231 | Schloßstraße                                 | sowjetischer Friedhof mit                          | | sowjetischer Friedhof mit            |
| 231 |                                              | Gedenkstein und                                    | |                                      |
| 231 |                                              | Grabsteinen                                        | |                                      |
| 251 | Schloßstraße 2                               | Postamt                                            | |                                      |
| 252 | Schloßstraße 5                               | Wohn- und Geschäftshaus                            | |                                      |
| 253 | Schloßstraße 9                               | Haustür                                            | |                                      |
| 254 | Schloßstraße 19                              | Wohnhaus                                           | |                                      |
| 255 | Schloßstraße 21                              | Wohnhaus                                           | |                                      |
| 256 | Schloßstraße 50 (Karte)                      | Gasthaus                                           | Klinkerbau von 1903, zweigeschossiger Mittelbau und beidseitig zwei dreigeschossige historisierende barockisierende Flügelbauten                                                                             |                                      |
| 257 | Schloßstraße 52                              | Wohnhaus                                           | |                                      |
| 258 | Schloßstraße 53                              | Wohn- und Geschäftshaus                            | |                                      |
| 259 | Schloßstraße 57                              | Wohnhaus                                           | |                                      |
| 260 | Schloßstraße 58 (Karte)                      | Baptistenkapelle und -gemeindehaus, ehem. Synagoge | ehem. Synagoge von 1826 | Weitere Bilder                       |
| 261 | Schloßstraße 60                              | Wirtschaftsgebäude (Fachwerk)                      | |                                      |
| 262 | Schloßstraße 62                              | Wohnhaus                                           | |                                      |
| 263 | Schloßstraße 63                              | Wohnhaus                                           | |                                      |
| 235 | Schloßstraße (neben Schloßstraße 74) (Karte) | Wassermühle                                        | Wassermühle der Zisterzienser aus dem 13. Jh. | Weitere Bilder                       |
| 230 | Schulstraße                                  | Friedhof mit                                       | |                                      |
| 230 |                                              | Kapelle,                                           | |                                      |
| 230 |                                              | Mausoleum,                                         | |                                      |
| 230 |                                              | Leichenwagenremise,                                | |                                      |
| 230 |                                              | Grabplatte v. Blücher und                          | |                                      |
| 230 |                                              | 2 Gedenkkreuzen                                    | |                                      |
| 265 | Schulstraße                                  | Kriegerdenkmal 1914/18                             | |                                      |
| 236 | Schloß 8, 10 (Karte)                         | Klosterkomplex mit                                 | 1172 Zisterzienserkloster, Säkularisation und ab 1556 Schloss der Herzöge von Mecklenburg-Güstrow, danach Umbauten: östlicher Teil vor 1618, Westflügel von um 1618 bis 1626, Renovierung im 19. Jahrhundert | Weitere Bilder                       |
| 236 | Schloß 10                                    | Schlossruine,                                      | |                                      |
| 236 |                                              | St. Marienkirchenruine,                            | | St. Marienkirchenruine,              |
| 236 | Schloß 7, 9, 11                              | Kornhaus (Speicher & sog. Brauhaus),               | | Kornhaus (Speicher & sog. Brauhaus), |
| 236 | Schloß 1, 2, 3, 4, 5, 6                      | ehem. Gärtnerhaus (Wohnhaus),                      | |                                      |
| 236 | Schloß 8                                     | Scheune,                                           | |                                      |
| 236 |                                              | Pfortkapellenruine,                                | |                                      |
| 236 | Schloß 12                                    | Hengstenstall,                                     | |                                      |
| 236 |                                              | Gelbes Tor,                                        | |                                      |
| 236 |                                              | Park,                                              | |                                      |
| 236 | Schloß 13 (Karte)                            | Pavillon und                                       | 2-gesch. Gästehaus vom 14. Jh., heute Heimatmuseum |                                      |
| 236 | Schloß 8, 10                                 | Klostermauer                                       | |                                      |

### Altbauhof
| ID  | Lage                      | Bezeichnung                                  | Beschreibung | Bild |
| --- | ------------------------- | -------------------------------------------- | ------------ | ---- |
| 269 | Altbauhof 24, 25, 26      | Gutsanlage mit Gutshaus                      |              |      |
| 269 | (bei Altbauhof 20)        | Stall (von 1884)                             |              |      |
| 267 | Dorfstraße                | Pflug auf Sockel (für 22. Jahrestag der DDR) |              |      |
| 268 | Dorfstraße 15, 16, 17, 18 | Tagelöhnerkaten                              |              |      |
| 270 | Untermühle 1, 3           | Wohnhaus                                     |              |      |

### Barlin
| ID  | Lage      | Bezeichnung    | Beschreibung | Bild |
| --- | --------- | -------------- | ------------ | ---- |
| 121 | Barlin 8  | Bauernhaus mit |              |      |
| 121 |           | Scheune        |              |      |
| 122 | Barlin 10 | Büdnerei       |              |      |

### Brudersdorf
| ID  | Lage                                                     | Bezeichnung            | Beschreibung | Bild       |
| --- | -------------------------------------------------------- | ---------------------- | ------------ | ---------- |
| 184 | Brudersdorf 17                                           | Pfarrhaus mit          |              |            |
| 184 |                                                          | Wirtschaftsgebäude     |              |            |
| 185 | Brudersdorf 24, 25                                       | Bauernhof mit          |              |            |
| 185 |                                                          | Bauernhaus,            |              |            |
| 185 |                                                          | Scheune und            |              |            |
| 185 |                                                          | Stall                  |              |            |
| 186 | Brudersdorf 38                                           | Büdnerei               |              |            |
| 187 | Brudersdorf 59, 60                                       | Bauernhaus             |              |            |
| 188 | Brudersdorf 69, 70                                       | Landarbeiterhaus       |              |            |
| 189 | Brudersdorf 87, 88, 89                                   | Scheune                |              |            |
| 190 | Brudersdorf                                              | Scheune (1906)         |              |            |
| 191 | Brudersdorf 101                                          | Schmiede               |              |            |
| 192 | Brudersdorf 112, 113                                     | Bauernhaus             |              |            |
| 193 | Brudersdorf 116                                          | Bauernhaus             |              |            |
| 194 | Brudersdorf 117                                          | Bauernhaus mit         |              |            |
| 194 |                                                          | Brunnen                |              |            |
| 195 | Dorfmitte                                                | Kirche mit             |              | Kirche mit |
| 195 |                                                          | Feldsteinmauer         |              |            |
| 195 |                                                          | Pfarrallee             |              |            |
| 196 |                                                          | Kriegerdenkmal 1914/18 |              |            |
| 197 | Allee nach Dargun, kurz hinter Brudersdorf, li (K-DM 11) | Meilenstein            |              |            |

### Dörgelin
| ID  | Lage        | Bezeichnung    | Beschreibung | Bild |
| --- | ----------- | -------------- | ------------ | ---- |
| 271 | Dörgelin 12 | Bauernhaus     |              |      |
| 274 | Dörgelin 16 | Büdnerei       |              |      |
| 272 | Dörgelin 22 | Bauernhaus mit |              |      |
| 272 |             | Stall          |              |      |
| 273 | Dörgelin 31 | Bauernhaus     |              |      |

### Glasow
| ID  | Lage               | Bezeichnung         | Beschreibung | Bild |
| --- | ------------------ | ------------------- | ------------ | ---- |
| 275 | Glasow 11          | Altenteilerhaus mit |              |      |
| 276 | Glasow 17, 18      | Wohnhaus            |              |      |
| 277 | Glasow 21, 22      | Landarbeiterhaus    |              |      |
| 278 | Glasow 23, 24      | Bauernhaus mit      |              |      |
| 278 |                    | Stallscheune        |              |      |
| 279 | Glasow 35, 36, 36a | Gehöft mit          |              |      |
| 279 | Glasow 36, 36a     | Bauernhaus und      |              |      |
| 279 | Glasow 35          | Katen               |              |      |
| 280 | Glasow 46, 48      | Bauernhaus mit      |              |      |
| 280 |                    | Scheune             |              |      |

### Groß Methling
| ID  | Lage                       | Bezeichnung                      | Beschreibung | Bild                   |
| --- | -------------------------- | -------------------------------- | ------------ | ---------------------- |
| 451 | Groß Methling 20,21,21a,22 | Landarbeiterhaus                 |              |                        |
| 452 | Groß Methling 32,34        | Bauernhaus                       |              |                        |
| 453 | Groß Methling 40,41        | Schule                           |              |                        |
| 454 | Groß Methling 44,45        | Gasthof mit                      |              |                        |
| 454 |                            | Schmiede                         |              |                        |
| 455 | Groß Methling 46           | Pfarrhaus mit                    |              |                        |
| 455 |                            | Scheune und                      |              |                        |
| 455 |                            | Remise                           |              |                        |
| 456 | Groß Methling 51,52        | Wohn- und Geschäftshaus          |              |                        |
| 457 | Groß Methling              | Straße mit Kopfsteinpflaster und |              |                        |
| 457 |                            | Bäumen                           |              |                        |
| 458 | Groß Methling 55,56        | Kirche mit                       |              | Weitere Bilder         |
| 458 |                            | Friedhof,                        |              |                        |
| 458 |                            | Feldsteinmauer,                  |              |                        |
| 458 |                            | Grabstein Schlapmann,            |              |                        |
| 458 |                            | Grabmal Möller,                  |              |                        |
| 458 |                            | Grabstein Thürkow und            |              |                        |
| 458 |                            | Grabobelisk Wodarg               |              |                        |
| 459 | (auf dem Friedhof)         | Kriegerdenkmal 1914/18           |              | Kriegerdenkmal 1914/18 |

### Kützerhof
| ID  | Lage           | Bezeichnung    | Beschreibung                                                           | Bild |
| --- | -------------- | -------------- | ---------------------------------------------------------------------- | ---- |
| 615 | Kützerhof 4, 5 | Gutsanlage mit | 1-gesch., 9-achs. Fachwerkbau mit Krüppelwalmdach und Fledermausgauben |      |
| 615 |                | Gutshaus       |                                                                        |      |
| 615 |                | Park           |                                                                        |      |

### Lehnenhof
| ID  | Lage             | Bezeichnung         | Beschreibung | Bild |
| --- | ---------------- | ------------------- | ------------ | ---- |
| 281 |                  | Gutsanlage mit      |              |      |
| 281 | Lehnenhof 15, 16 | Gutshaus            |              |      |
| 281 | Lehnenhof 17, 18 | Wirtschaftshaus und |              |      |
| 281 |                  | Speicher            |              |      |

### Levin
| ID   | Lage         | Bezeichnung                     | Beschreibung | Bild           |
| ---- | ------------ | ------------------------------- | --- | -------------- |
| 1181 | Levin 46     | Kirche mit                      | Spätromanische zweijochige Johanniskirche aus Feldstein von 1256 mit eingezogenem quadratischen Chor quadr. Westturm aus dem 15. Jahrhundert, unten Feld-, oben Backstein. | Weitere Bilder |
| 1181 |              | Friedhof,                       | |                |
| 1181 |              | Portal I,                       | |                |
| 1181 |              | Portal II,                      | |                |
| 1181 |              | Portal III,                     | |                |
| 1181 |              | Feldsteintrockenmauer und       | |                |
| 1181 |              | vier klassizistische Grabstelen | |                |
| 1182 | Levin 46     | Kriegerdenkmal 1914/18          | |                |
| 1184 | Levin 20, 21 | Schule                          | |                |
| 1185 | Levin 20, 21 | Scheune                         | |                |
| 1186 | Levin 37     | Gasthaus                        | |                |
| 1187 | Levin 47     | Pfarrhaus mit                   | |                |
| 1187 |              | Scheune                         | |                |

### Neubauhof
| ID  | Lage             | Bezeichnung     | Beschreibung | Bild |
| --- | ---------------- | --------------- | ------------ | ---- |
| 282 | Neubauhof 9, 10  | Gutshaus mit    |              |      |
| 282 |                  | Park und        |              |      |
| 282 | Neubauhof 10, 11 | Inspektorenhaus |              |      |

### Neu Darbein
| ID  | Lage          | Bezeichnung  | Beschreibung | Bild |
| --- | ------------- | ------------ | ------------ | ---- |
| 819 | Darbein 42    | Büdnerei mit |              |      |
| 819 | Darbein 42    | Stallgebäude |              |      |
| 820 | Dorfstraße 43 | Büdnerei     |              |      |

### Remershof
| ID  | Lage          | Bezeichnung | Beschreibung | Bild |
| --- | ------------- | ----------- | ------------ | ---- |
| 901 | (an der B110) | Meilenstein |              |      |

### Schwarzenhof
| ID  | Lage            | Bezeichnung  | Beschreibung | Bild |
| --- | --------------- | ------------ | --- | ---- |
| 957 | Schwarzenhof 30 | Gutshaus mit | Sanierter, 2-gesch., 11-achs. Putzbau von um 1850 und Umbau von 1904, mit Mittelrisalit und zwei Seitenflüge, heute Ferienhaus |      |
| 957 |                 | Park         | |      |

### Stubbendorf
| ID   | Lage               | Bezeichnung       | Beschreibung | Bild |
| ---- | ------------------ | ----------------- | ------------ | ---- |
| 1064 | Stubbendorf 6      | Wohnhaus          |              |      |
| 1065 | Stubbendorf 7      | Wohnhaus          |              |      |
| 1066 | Stubbendorf 8      | Wohnhaus          |              |      |
| 1067 | Stubbendorf 20, 21 | Bauernhaus        |              |      |
| 1068 | Stubbendorf 28     | Lehmstakenscheune |              |      |
| 1069 | Stubbendorf 52     | Wohnhaus          |              |      |
| 1070 | Stubbendorf 53     | Wohnhaus          |              |      |

### Stubbendorf Aussiedlung
| ID   | Lage             | Bezeichnung             | Beschreibung | Bild |
| ---- | ---------------- | ----------------------- | ------------ | ---- |
| 1071 | Hof Uhlenkrug 68 | Bauernhof mit           |              |      |
| 1071 |                  | Bauernhaus,             |              |      |
| 1071 |                  | großer Stallscheune und |              |      |
| 1071 |                  | kleiner Stallscheune    |              |      |

### Wagun
| ID   | Lage                                   | Bezeichnung  | Beschreibung                                                                                 | Bild |
| ---- | -------------------------------------- | ------------ | -------------------------------------------------------------------------------------------- | ---- |
| 1132 | Wagun 21                               | Gutshaus mit | Sanierter, 10-achs. Klinkerbau aus der zweiten Hälfte des 19. Jh. mit 2-gesch. Mittelrisalit |      |
| 1132 | Wagun (zw. K 12 und Vorplatz Gutshaus) | Allee        |                                                                                              |      |
| 1133 | L 20 (an der Straße nach Neukalen)     | Meilenstein  |                                                                                              |      |

### Zarnekow
| ID   | Lage                                       | Bezeichnung       | Beschreibung | Bild |
| ---- | ------------------------------------------ | ----------------- | ------------ | ---- |
| 1188 | Zarnekow 6                                 | Scheune           |              |      |
| 1190 | Zarnekow 20                                | Wohnhaus          |              |      |
| 1191 | Zarnekow 21                                | Bauernhaus mit    |              |      |
| 1191 |                                            | Schuppen          |              |      |
| 1192 | Zarnekow 42, 43                            | Bauernhaus        |              |      |
| 1193 | Zarnekow (Einmündungsbereich in die B 110) | Platanenallee mit |              |      |
| 1193 |                                            | zwei Obelisken    |              |      |

## Gestrichene Baudenkmale
- Altbauhof, Dorfstraße, Park
- Neu Darbein, Dorfstraße 43, Büdnerei

## Quelle
- Karte der Baudenkmale im Geoportal des Landkreises